# 良卡韋河

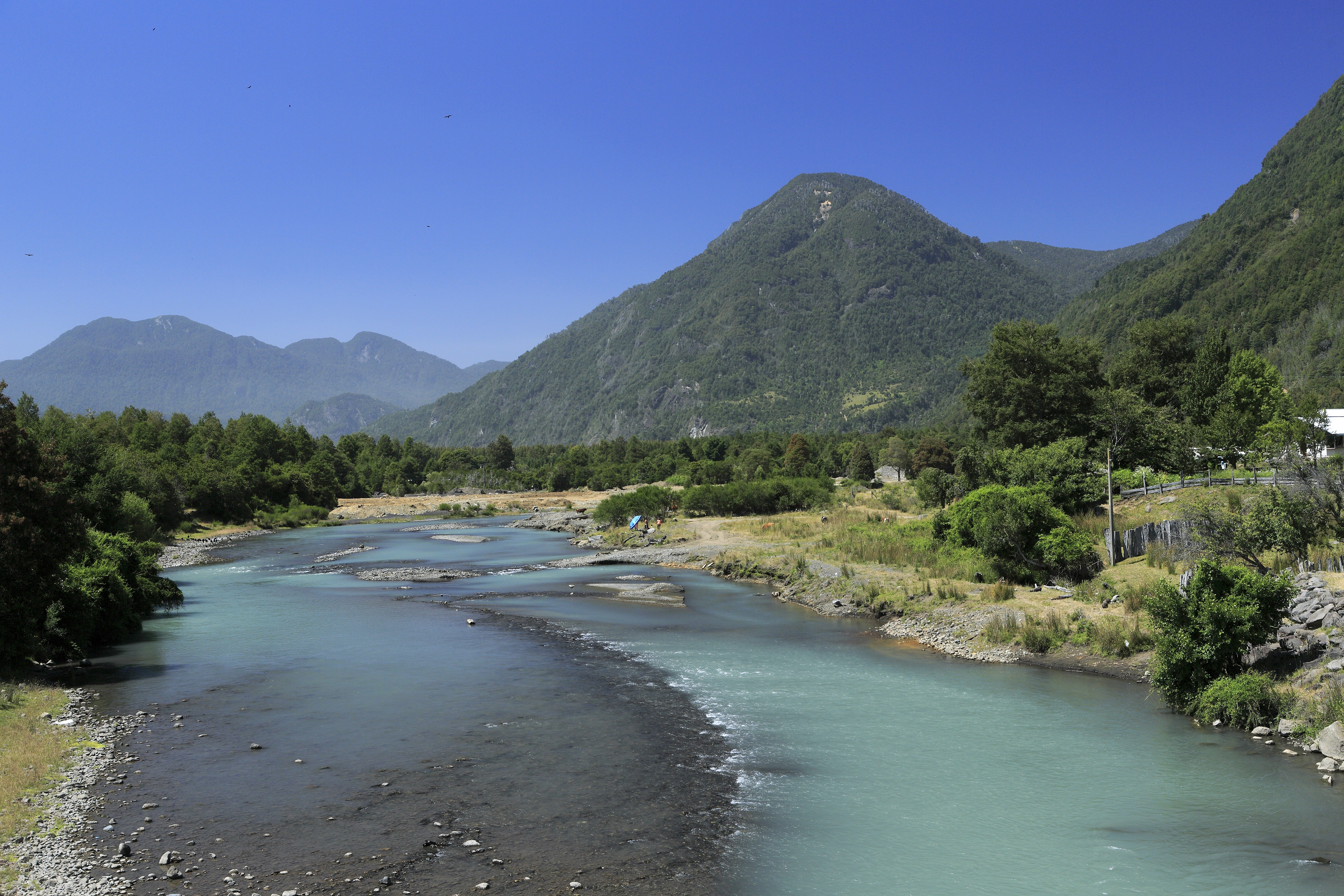
良卡韋河

良卡韋河（西班牙語：Río Llancahue）是智利的河流，位於該國南部湖大區的潘吉普伊，發源自佩利艾法湖，最終注入卡拉夫根湖，是該湖的湖水主要來源。
39°35′42″S 72°00′23″W / 39.59500°S 72.00639°W